# Felix Benedict Herzog
Felix Benedict Herzog (* 27. Dezember 1859 in New York City; † 21. April 1912 ebenda) war ein amerikanischer Ingenieur, Erfinder, Patentanwalt, Unternehmer, Maler und Fotograf des Piktorialismus.

## Leben und berufliche Tätigkeit

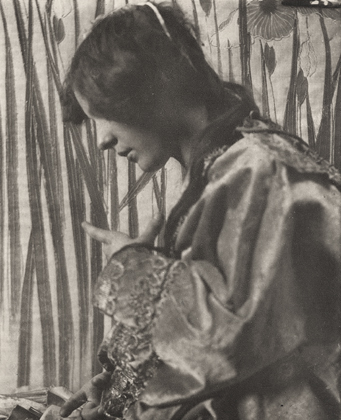
Angela (1905)

Felix Benedict Herzog wurde als Sohn der Eheleute Philip und Henrietta Herzog in New York geboren. Er studierte an der Columbia University und war seit 1882 als Elektroingenieur sowie Patentanwalt tätig. Herzog war Präsident der Herzog Telefon Company. Seine Erfindungen befassten sich unter anderem mit der Telefon- und Signalisierungstechnik, etwa für Aufzugsanlagen. Er war Mitglied des American Institute of Electrical Engineers und publizierte zu elektrotechnischen Themen. 
Neben seinen technischen und unternehmerischen Tätigkeiten betrieb er überdies ein Malstudio in New York Herzog hatte eine künstlerische Ausbildung als Schüler von Frederick Rondel und der Art Students League of New York genossen.

## Fotografie

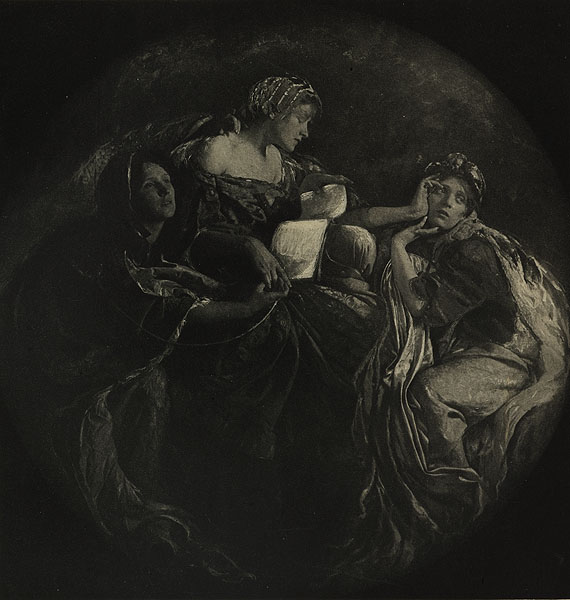
The Tale of Isolde (1905)

Mehrere Fotografien von Herzog wurden in den Camera-Work-Ausgaben vom Oktober 1905 und Januar 1907 veröffentlicht, hierunter das nebenstehende Bild mit dem Titel „Angela“.
Herzog war bekannt für seine im Piktorialismus bis dahin unübliche Darstellung größerer Menschengruppen und die zugleich sorgfältige Komposition, die bis hin zu Details wie dem Legen der Falten des Kleidungsstoffes ging. Ihm lag grundsätzlich daran, mit seinen Fotografien menschliche Problemsituationen und Emotionen darzustellen. In seinen Fotografien griff er auf verschiedene Stilrichtungen der Malerei zurück, etwa dem Stil Thomas Gainsboroughs oder der Präraffaeliten.
Herzog war Mitglied im National Arts Club und im New Yorker Camera Club.